# Ak-Suu (Tschüi)
Der Ak-Suu (kirgisisch Ак-Суу; kasachisch Ақсу Aqsu) ist ein rechter Nebenfluss des Tschüi in Kirgisistan und in Kasachstan.
Der Ak-Suu entspringt am Nordhang des Kirgisischen Gebirges. Der Fluss wird von den Gletschern unterhalb des Hauptkamms gespeist. Er fließt anfangs in einem Bogen in westlicher Richtung Dabei entlang der Westflanke des 4446 m hohen Pik Putin. Später wendet sich der Aksuu nach Nordwesten und Norden. Er durchfließt ein 70 km langes Gebirgstal in nördlicher Richtung. Am Talausgang passiert der Fluss die Orte Temen-Suu und Belowodsk. Der Große Tschüikanal kreuzt anschließend den Flusslauf. Der Aksuu setzt seinen Lauf durch die mit Bewässerungskanälen durchzogene Ebene fort. Er passiert den Ort Sretenka. Weiter flussabwärts mündet der Sokuluk rechtsseitig in den Aksuu. Der Flusslauf des Aksuu verläuft in Kirgisistan innerhalb des Verwaltungsbezirks Moskwa. Er überquert im Unterlauf die Grenze nach Kasachstan. Wenige Kilometer später mündet die Kara-Balta von links in den Aksuu. Der Aksuu erreicht schließlich das südliche Ufer des Taschut-Köl-Stausees, der vom Tschüi durchflossen wird. 